# Neumarkt-Sankt Veit
Neumarkt-Sankt Veit – miasto w Niemczech, w kraju związkowym Bawaria, w rejencji Górna Bawaria, w regionie Südostoberbayern, w powiecie Mühldorf am Inn, siedziba wspólnoty administracyjnej Neumarkt-Sankt Veit. Leży około 15 km na północ od Mühldorf am Inn, nad rzeką Rott, przy drodze B299 i liniach kolejowych Rosenheim - Landshut; Pocking - Neumarkt-Sankt Veit.

## Demografia
Dane o ludności z 31 grudnia 2008:
| Opis                                | Ogółem | Ogółem | Kobiety | Kobiety | Mężczyźni | Mężczyźni |
| ----------------------------------- | ------ | ------ | ------- | ------- | --------- | --------- |
| Jednostka                           | osób   | %      | osób    | %       | osób      | %         |
| Populacja                           | 6103   | 100    | 3068    | 50,27   | 3035      | 49,73     |
| Wiek przedprodukcyjny (0–17 lat)    | 1121   | 18,37  | 546     | 8,95    | 575       | 9,42      |
| Wiek produkcyjny (18–65 lat)        | 3738   | 61,25  | 1785    | 29,25   | 1953      | 32        |
| Wiek poprodukcyjny (powyżej 65 lat) | 1244   | 20,38  | 737     | 12,08   | 507       | 8,31      |

## Polityka
Wójtem gminy jest Erwin Baumgartner z UWG, rada gminy składa się z 20 osób.
|      | CSU | SPD | UWG/FW | Razem |
| 2008 | 8   | 1   | 11     | 20    |
| 2002 | 9   | 2   | 9      | 20    |